# Lucas Ribeiro
Lucas Ribeiro dos Santos (ur. 19 stycznia 1999 w Salvadorze) – brazylijski piłkarz występujący na pozycji obrońcy w brazylijskim klubie Internacional. Wychowanek Vitórii, w trakcie swojej kariery grał także w TSG 1899 Hoffenheim. Młodzieżowy reprezentant Brazylii.